# Express A3
O Express A3, também conhecido por Express 3A, foi um satélite de comunicação geoestacionário russo construído pela NPO Prikladnoi Mekhaniki (NPO PM) em cooperação com a Alcatel Space. Ele esteve localizado na posição orbital de 11 graus de longitude oeste e era de propriedade da empresa estatal Russian Satellite Communications Company (RSCC). O satélite foi baseado na plataforma MSS-2500-GSO (MSS-740) e sua vida útil estimada era de 7 anos. O mesmo saiu de serviço em 15 de junho de 2009 e foi posteriormente transferido para uma órbita cemitério.

## História
Depois de ser lançado em junho de 2000, o satélite entrou em serviço em meados de agosto. Ele esteve posicionado a 11 graus oeste, permaneceu em órbita geoestacionária até outubro de 2008, em seguida, em órbita inclinada. Após a colocação do Express AM44 em 15 de junho de 2009 o Express A3 foi desativado e algumas semanas depois foi levado para uma órbita cemitério.

## Lançamento
O satélite foi lançado com sucesso ao espaço no dia 24 de junho de 2000, por meio de um veículo Proton-K/Blok-DM-2M a partir do Cosmódromo de Baikonur, no Cazaquistão. Ele tinha uma massa de lançamento de 2.500 kg.

## Capacidade e cobertura
O Express A3 era equipado com 12 transponders em banda C e 5 em banda Ku, oferecendo transmissão de dados, televisão, radiodifusão, Internet, vídeo-conferência e outros serviços. O satélite podia ser recepcionado no Oriente Médio e na maior parte da Rússia, Europa, África, Ásia e América do Sul. Às vezes, a empresa Eutelsat, alugava o expresso A3.